# Corc dels llegums
El corc o corcó o jaumet del(s) llegum(s) (Bruchus pisorum) és una espècie de petit insecte coleòpter de la família dels chrisomèlids, les larves àpodes dels quals s'alimenten entre d'altres de llavors de pèsols i de mongeta dins les tavelles durant llur creixement.

## Descripció
Llarg de prop de 4 mm, els seus èlitres són truncats ; es diferencia d'espècies pròximes per dues taques negres a l'extremitat de l'abdomen. Les larves són rabassudes i blanquinoses.

## Repartició i cicle de vida
Cosmopolita, el corc del llegum viu a l'estat larvari en una llavor de pèsol o de mongeta. Rere la metamorfosi, l'adult surt de la llavor i hiverna en la natura sota les restes vegetals. A la primavera, és atret per les flors de pèsols i en menja el pol·len que és indispensable a la maduració dels seus òrgans genitals. Diposita els seus ous en tavelles de bona talla. De la sortida de l'ou ençà, la larva perfora la bajoca i s'instal·la en una llavor.

## Com conservar les mongetes seques del jardí ?
Posant les llavors al congelador durant 3 setmanes, per tal de matar els ous. En acabat conserveu les llavors a temperatura ambient.